# Call of Duty: Mobile
Call of Duty: Mobile es la versión de teléfono del videojuego Call of Duty. Es un videojuego de disparos en primera persona desarrollado por Activision y TiMi Studios de Tencent Games para la plataforma de Android e IOS. Fue lanzado el 1 de octubre de 2019. En su primer mes el juego tuvo más de 148 millones de descargas y generó casi US$ 54 millones en ingresos. A finales de 2019, el juego ya obtuvo más de 180 millones de descargas en solo tres meses después del lanzamiento, convirtiéndose en el juego más descargado del cuarto trimestre y el juego más descargado del año. Está disponible en varios idiomas, a excepción de las voces, que solo se encuentran en tres idiomas actualmente: inglés, portugués y español.

## Jugabilidad
Los mapas de battle royale cuentan con hasta 100 jugadores. El jugador puede elegir jugar solo, en dúo o en equipo de hasta cuatro jugadores. Al comienzo de una partida, se inicia en un lobby común donde todos los jugadores eligen una habilidad especial que, va desde poder crear una zona de curación hasta poder desplegar una torreta. Una vez que el temporizador llega a cero, la partida comienza con todos los jugadores encima de un avión que vuela en línea recta por el mapa . Esta ruta de vuelo cambia en cada juego. Cada equipo recibe automáticamente un líder de salto que decide cuándo y dónde aterrizará el equipo, pero el jugador puede elegir no seguirlo y saltar en el momento que desee sin seguir a los demás. Al comienzo del juego, cada jugador lleva solo un cuchillo. El mapa está lleno de armas, vehículos y elementos que los jugadores pueden usar para mejorar sus posibilidades de matar enemigos mientras se mantienen con vida. La zona segura en el mapa se reduce a medida que avanza el juego, y los jugadores que permanecen fuera de la zona mueren. Un equipo gana el juego si es el último que queda vivo. 
Posteriormente se agregó el modo Classic Alcatraz donde 10 equipos de 4 jugadores se enfrentan en el mapa con 5 posibilidades de regresar al combate como en Call of Duty: Black Ops 4
También existe el Modo Multijugador (5vs5) en el cual el jugador podrá jugar con su equipo armado o será emparejado con aliados aleatoriamente. Dispondrá de varios modos en los cuales destacan: Punto caliente, Dominio, Buscar y destruir, Duelo por equipo, ataque de los no muertos, caza de objetos, primera línea, contra todos, Control, etc.
El jugador podrá disponer de sus 10 armamentos previamente preparados antes de cada partida. El trabajo en equipo es esencial; esto definirá si tu equipo se llevará la partida.
Se agregó un modo Zombis en noviembre de 2019. Colocó equipos de jugadores contra zombis que atacaron en oleadas. Se podía jugar en el modo Endless Survival, que funcionaba como la experiencia clásica de los zombis, y en el modo Raid , que lanzaba un número determinado de oleadas a los jugadores antes de pasar a un encuentro con un jefe. Los jugadores podían elegir si jugarlo en dificultad normal o heroica.  El modo se eliminó en marzo de 2020 debido a que no alcanzó el nivel de calidad deseado.
En agosto de 2020 fue agregado el armero del cual te permitía agregar los accesorios que quisieras a tu arma.
Además, el juego presenta temporadas mensuales, en las cuales se incluye un pase de batalla y ruletas con armas míticas y legendarias.
El nuevo apartado Torneo, fue agregado el 5 de mayo de 2022 y se divide en dos modalidades: Modo Multijugador y Modo Battle Royal. Ofrece una variedad de modos, los cuales varían según la temática de las nuevas temporadas, aunque los modos más comunes son Guerra Terrestre y el modo Classic Alcatraz, que había sido previamente eliminado y finalmente reintroducido en este apartado. El Torneo tiene lugar cada semana, desde los viernes hasta los domingos, y ofrece recompensas basadas en los puntos obtenidos. Los jugadores con puntajes más altos son calificados en una escala global y pueden obtener recompensas especiales en función del nivel avanzado. Además, cada dos temporadas, en el reinicio de rango, se introduce un camuflaje especial que se puede obtener a través de este torneo.

## Armas
Todas las armas de Call of Duty Mobile son extraídas de juegos de la saga Call of Duty como Black Ops, Modern Warfare, Advance Warfare, etc; en estas armas se puede tener la posibilidad de desbloquear el camuflaje de oro, al completar los desafíos del arma deseada, se desbloquea el platino cuando toda la categoría de armas como subfusiles y todas las armas pertenecientes a esta hallan desbloqueado se camuflaje de oro, se obtiene el camuflaje de damasco cuando todas las armas se hallan conseguido el camuflaje de oro, esta mecánica de juego se estrenó con Call of Duty: Modern Warfare.
Varias de las armas del juego existen en el mundo real, aunque en la mayoría de ellas se ha cambiado el nombre por cuestiones de copyright.
| Rifles de asalto | Subfusiles     | Escopetas | Ametralladoras ligeras | Fusiles de francotirador | Fusiles de Tirador | Pistolas              | Armas cuerpo a cuerpo | Lanzadores |
| ---------------- | -------------- | --------- | ---------------------- | ------------------------ | ------------------ | --------------------- | --------------------- | ---------- |
| M4               | RUS-79U        | BY15      | RPD                    | DL Q33                   | Kilo Bolt-Action   | MW11                  | Cuchillo              | SMRS       |
| AK117            | PDW-57         | Striker   | M4MLG                  | M21 EBR                  | SKS                | J358                  | Karambit              | FHJ-18     |
| AK-47            | HG-40          | HS1216    | UL736                  | Artic.50                 | SP-R 208           | .50 GS                | Hacha                 | Thumper    |
| Type 25          | Chicom         | HS0405    | S36                    | XPR-50                   | MK2 Carabine       | Renetti               | Bat de baseball       | D13 Sector |
| ASM10            | MSMC           | KRM-262   | Chopper                | Locus                    | Type 63            | Shorty                | Pala                  |            |
| BK57             | Razorback      | Echo      | Holger 26              | Outlaw                   | M1 Garand          | Ballesta              | Katana                |            |
| LK24             | Pharo          | R9-0      | Hades                  | NA-45                    |                    | L CAR-9               | Hoz                   |            |
| M16              | GKS            | JAK-12    | PKM                    | Rytec AMR                |                    | Dobvra                | Llave inglesa         |            |
| ICR-1            | Cordite        | Argus     | Dingo                  | SVD                      |                    | Pistola de clavos     | Machete               |            |
| Man O War        | QQ9            | VLK-Rogue | Bruen MK9              | Koshka                   |                    | Pistola ametralladora | Buscapremios          |            |
| HBRa3            | Fennec         |           | MG 42                  | ZRG 20 mm                |                    |                       | Nunchaku              |            |
| KN-44            | AGR 556        |           | Raal LMG               | HDR                      |                    |                       | Palos de kali         |            |
| HVK-30           | QXR            |           |                        | LW3-Tundra               |                    |                       | Navaja mariposa       |            |
| DR-H             | PP-19 Bizon    |           |                        |                          |                    |                       | Sai                   |            |
| Peacekeeper MK2  | MX9            |           |                        |                          |                    |                       | Cuchillo balistico    |            |
| FR.556           | CBR4           |           |                        |                          |                    |                       | Lanza                 |            |
| AS VAL           | PPSh-41        |           |                        |                          |                    |                       | Hacha de hielo        |            |
| CR-56 AMAX       | MAC-10         |           |                        |                          |                    |                       | Navaja                |            |
| M13              | KSP-45         |           |                        |                          |                    |                       |                       |            |
| Swordfish        | Switchblade X9 |           |                        |                          |                    |                       |                       |            |
| Kilo 141         | LAPA           |           |                        |                          |                    |                       |                       |            |
| Oden             | Ots 9          |           |                        |                          |                    |                       |                       |            |
| Krig 6           | Striker 45     |           |                        |                          |                    |                       |                       |            |
| EM2              | CX-9           |           |                        |                          |                    |                       |                       |            |
| Maddox           | TEC-9          |           |                        |                          |                    |                       |                       |            |
| FFAR1            | ISO            |           |                        |                          |                    |                       |                       |            |
| Grau 5.56        | USS 9          |           |                        |                          |                    |                       |                       |            |
| Groza            | VMP            |           |                        |                          |                    |                       |                       |            |
| Type 19          |                |           |                        |                          |                    |                       |                       |            |
| BP 50            |                |           |                        |                          |                    |                       |                       |            |
| LAG 53           |                |           |                        |                          |                    |                       |                       |            |
| XM4              |                |           |                        |                          |                    |                       |                       |            |
| Vargo-S          |                |           |                        |                          |                    |                       |                       |            |

## Desarrollo y lanzamiento
Call of Duty: Mobile se anunció en marzo de 2019, con TiMi Studios, una subsidiaria de Tencent Games, liderando el desarrollo. Muchas de las características del juego se revelaron en este anuncio, prometiendo una experiencia familiar para los fanáticos de los juegos de consola. El objetivo del juego era tomar aspectos familiares de los juegos anteriores de la franquicia y permitir a los usuarios acceder a ellos desde sus dispositivos móviles. Cuenta con dos monedas en el juego, así como un pase de batalla.  El 18 de julio de 2019, comenzó un lanzamiento suave en Canadá y Australia.  El juego se lanzó oficialmente en la mayoría de las demás regiones el 1 de octubre de 2019.
Call of Duty: Mobile presenta muchos personajes, mapas y modos de juego de juegos anteriores de la serie. Se incluyeron diferentes configuraciones de control para satisfacer las preferencias del jugador. Se agregó un modo de juego "zombies" al juego en noviembre de 2019. Este modo de juego sigue la fórmula clásica de "supervivencia" de zombis de Call of Duty, donde el jugador lucha contra oleadas interminables de zombis, con el objetivo de sobrevivir el mayor tiempo posible. También se incluyó un modo de "Incursión" en el que el jugador debe derrotar una cantidad determinada de oleadas de zombis antes de encontrarse con uno de los dos jefes finales. El modo Call of Duty: Mobile Zombies se eliminó el 25 de marzo de 2020 debido a que el modo de juego no cumplía con los estándares de Activision. Sin embargo, Activision declaró que podría recuperarse en una actualización posterior. Entre el octubre y noviembre del 2021, salió de nuevo el modo zombis, está vez con distintas modalidades que el modo zombis anterior, consistía de sobrevivir unos determinados días resistiendo a hordas de zombis en otra dimensión, apoyado por “torretas centinelas” hasta que se lograba una “teletransportación” entre mundos, este modo está conectado con el modo zombies de Call of Duty:Black Ops, e incluso hace aparición distintos personajes de Black Ops, después de una pausa, en diciembre del mismo año volvió con el nuevo modo pesadilla

## Esports
El Torneo Call of Duty: Mobile World Championship 2020 fue una asociación entre Activision Blizzard y Sony Mobile Communications, y marca la entrada del juego en el nivel superior de los esports. Contó con más de $ 1 millón en premios totales, que incluyen tanto dinero en efectivo como cosméticos del juego. Los equipos competidores se seleccionaron directamente de la comunidad del juego a través de cuatro clasificatorios abiertos en línea del 20 de abril al 24 de mayo de 2020. Los jugadores elegibles clasificados como veteranos o superior tienen la oportunidad de jugar. Sin embargo, se prohibió el uso de emuladores de escritorio y cualquier dispositivo externo como controladores y teclados.

## Recepción
Call of Duty: Mobile recibió "críticas generalmente favorables", según el agregador de reseñas Metacritic. IGN escribió que el juego “representa lo mejor que jamás haya sido la franquicia Juggernaut en una plataforma portátil. El camino de nivelación es gratificante, incluso sin gastar dinero, y hay muchos modos entre los que saltar, incluido un impresionante modo Battle Royale ". GameSpot dice que "más allá de sus desordenados menús de microtransacciones y las ligeras compras que ahorran tiempo, no hay mucho más en Call of Duty Mobile que resta valor a su fiel recreación de la emocionante y vertiginosa acción multijugador de la serie principal". Polygon también elogió el juego diciendo: "Call of Duty: Mobile no parece una versión profundamente comprometida o diluida del antiguo formato multijugador; simplemente se siente como Call of Duty ".
En su primer mes, el juego tenía más de 148 millones de descargas y generó cerca de US $ 54 millones en los ingresos, lo que es el mayor lanzamiento de juegos para móviles en la historia.  Para junio de 2020, el juego había visto más de 250 millones de descargas, generando más de $ 327 millones en ingresos.

### Premios
| Año  | Premio                            | Categoría                       | Resultado | Ref    |
| ---- | --------------------------------- | ------------------------------- | --------- | ------ |
| 2019 | Hollywood Music in Media Awards   | Song / Score - Videojuego móvil | Nominado  | [ 35 ] |
| 2019 | The Game Awards 2019              | Mejor juego para móviles        | Ganador   | [ 36 ] |
| 2020 | 23rd Annual D.I.C.E. Awards       | Juego portátil del año          | Nominado  | [ 37 ] |
| 2020 | Game Developers Choice Awards     | Mejor juego para móviles        | Nominado  | [ 38 ] |
| 2020 | SXSW Gaming Awards                | Juego móvil del año             | Nominado  | [ 39 ] |
| 2020 | 16th British Academy Games Awards | Juego móvil del año             | Ganador   | [ 40 ] |
| 2020 | The Game Awards 2020              | Mejor juego para móviles        | Nominado  |        |